# 652 v. Chr.
Portal Geschichte | Portal Biografien | Aktuelle Ereignisse | Jahreskalender | Tagesartikel

◄ |
8. Jahrhundert v. Chr. |
7. Jahrhundert v. Chr. |
6. Jahrhundert v. Chr. |
►

◄ | 670er v. Chr. | 660er v. Chr. | 650er v. Chr. | 640er v. Chr. |
630er v. Chr. |
►

◄◄ | ◄ | 655 v. Chr. | 654 v. Chr. | 653 v. Chr. | 652 v. Chr. |
651 v. Chr. |
650 v. Chr. |
649 v. Chr. |
► |
►►

## Ereignisse

### Vorderasien
- Beginn des vierjährigen Bürgerkrieges in Babylonien unter Šamaš-šuma-ukin

### Wissenschaft und Technik
- 16. Regierungsjahr des babylonischen Königs Šamaš-šuma-ukin (652 bis 651 v. Chr.): Im babylonischen Kalender fiel das babylonische Neujahr des 1. Nisannu auf den 15.–16. März[1]; der Vollmond im Nisannu auf den 29.–30. März[1] und der 1. Tašritu auf den 9.–10. September[1].[2]